# Tara (planota)
Tara je gora in kraška planota v zahodni Srbiji. Leži jugozahodno od mesta Bajina Bašta nad reko Drino v zahodni Srbiji. Najvišji vrh Zborište doseže višino 1544 m n.v. Proti zahodu se nadaljuje v gorovje Zvijezdo z najvišjim vrhom Stolac (1673 m). Tara je naravno zračno zdravilišče in letovišče. Na planini stojita planinski dom Omorika (1050 mnm) in  hotel.